# Coymans (familie)

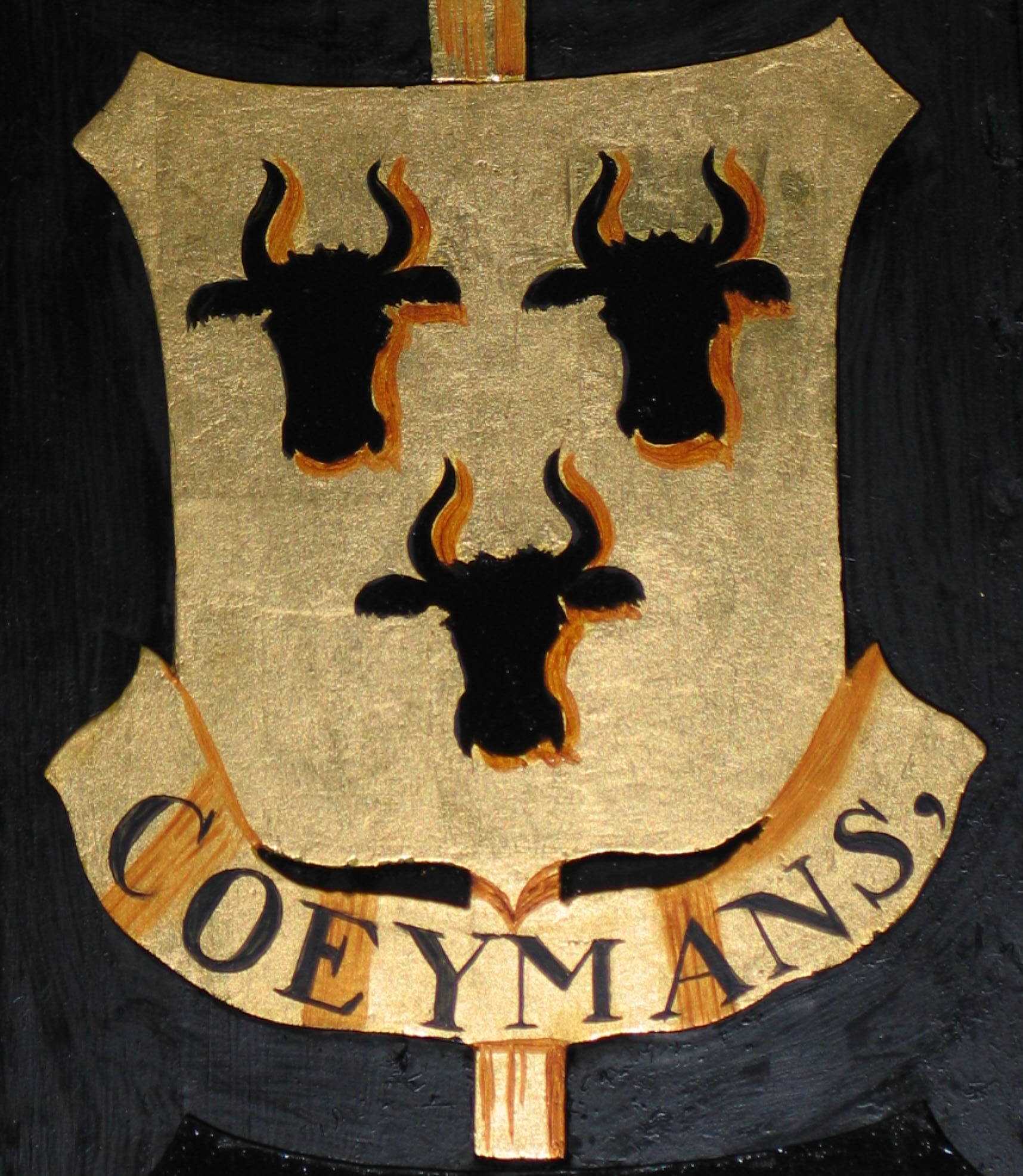
Familiewapen Coymans in NH-kerk te Beverwijk

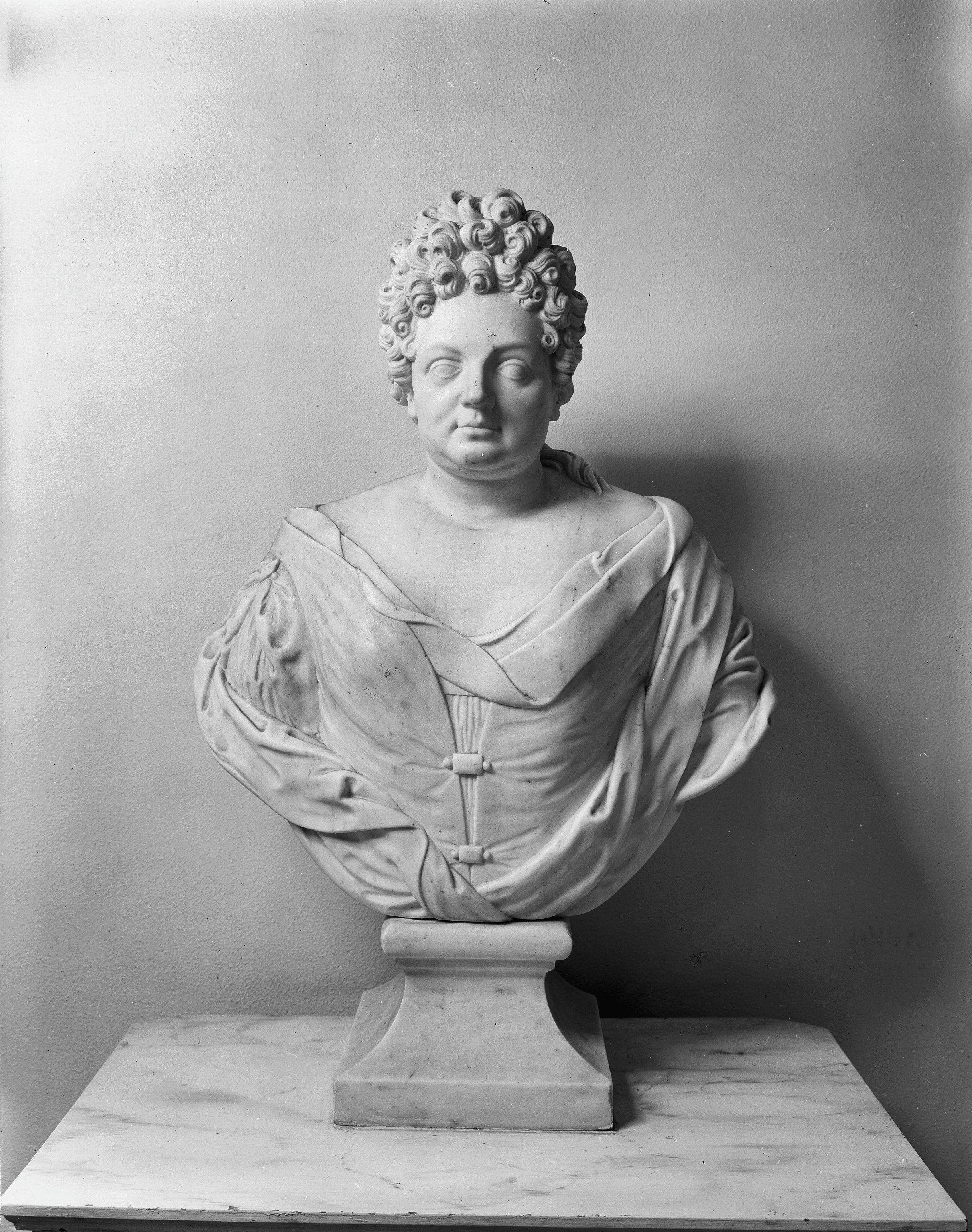
Buste van Sophia Coymans in het Paleis op de Dam; zij was getrouwd met Joan Huydecoper jr

Coymans is een uitgestorven Vlaams/Nederlands geslacht, opererend vanuit Antwerpen, Middelburg, Hamburg, Amsterdam, Haarlem, en Cadiz. Coymans kan verwijzen naar:
- Balthasar Coymans (1555-1634), Balthasar I, de grondlegger van de firma Coymans; hij was de broer van Caspar, Thomas en Jeronimus Coymans.
  - Balthasar Coymans (1589-1657). Balthasar II trouwde in 1641 met Maria Trip; bewoonde samen met zijn broer Johannes het Coymanshuis op de Keizersgracht;
  - Josephus Coymans (1591-na 1660). Hij trouwde met Dorothea Berck;
    - Balthasar Coymans (1618-1690), schepen in Haarlem, eigenaar Landgoed Duin en Kruidberg, speelde met zijn broer Josephus een rol in de slavenhandel;
    - Joseph Coymans (1621-1677). Hij trouwde met Jacomina Trip, verhuisde naar Haarlem en speelde een rol in de slavenhandel;
    - Isabella Coymans (1626-1689). Zij trouwde in 1644 met Stephanus Geraerdts. Beiden werden vooral bekend dankzij hun portretten door Frans Hals;

  - Johannes Coymans (1601-1657). Hij trouwde met Sophia Trip; drijft zaken op naam van de firma wed. Johan Coymans
    - Joan Coymans  (1645-1703), schepen (1687-1693?). Hij trouwde met Erckenraad Bernard; hoofd van de firma sinds 1678, en betrokken bij het Asiento;
    - Balthasar Coymans (1652-1686), vertegenwoordigde de familie in Cadiz, en in 1685/86 bezitter van Asiento de Negros; werkte samen met Pedro van Belle;
    - Elias Coymans (1653-1731). Hij trouwde met de ziekelijke Isabella Catharina van der Muelen; Elias, een vogelliefhebber, had een grote hekel aan zijn zus Aletta en zijn broer Joseph. De afkeer was wederzijds;
      - Constantia Aletta Coymans (1685-1744). Zij trouwde met Balthasar Scott (1672-1741). Na haar dood was er 2,2 miljoen gulden te verdelen.[1]

    - Joseph Coymans (1656-1720). Hij trouwde  met Clara Valckenier, was dijkgraaf van de Beemster en bewindhebber van de WIC;
      - Jan Coymans (1688-1734), heer van Bruchem en Cillaarshoek. Hij trouwde in 1723 met Susanne Catharina Bouwens. In 1722 werd hij benoemd tot schepen. Hij verhuisde naar een pand aan de Amstel en was de eigenaar van een hofstede onder Zoeterwoude.
      - Gillis Coymans (1690-1757), heer van Bruchem en hoogheemraad van de Beemster, was bewindhebber VOC, directeur van de Sociëteit van Suriname (1718?) en resident in Denemarken van 1729 tot zijn dood. Hij was ongehuwd en zijn jongste broer Balthasar erfde een half miljoen gulden.
      - Balthasar Coijmans (1699-1759), heer van Deurne en Liessel na de dood van zijn broer Samuel Elias, was de laatste mannelijke telg van het geslacht.
- Thomas Coymans (ca. 1545-Atjeh, 1599?) was een meester in de rechten, koopman in "lywaet". Hij voer in 1598 als opperkoopman en trezorier naar Indië onder Frederik de Houtman. Hij woonde in Antwerpen (1572), Gent (1581), Middelburg, Hamburg (1594). Hij trouwde (1) met Clare Dolens. Hij trouwde (2) met Anna van Pilken.
  - Hans Coymans (Middelburg, 1585-ca. 1637). Hij trouwde in 1634 Trijntje Jans
    - Johannes Coymans (1625-) was een voorkind. Hij is geëcht nadat zijn ouders waren getrouwd.

  - Isaac Coymans (Hamburg, 1588-1640?). Hij trouwde in 1620 met Weijntje Reynst (1600-1641?), een dochter van Gerard Reynst en een zuster van Jan Reynst
    - Isaac Isaacsz. Coymans (1622-1673). Hij trouwde in 1652 met Helena Schuyt. Hij richtte in 1659 in Glückstadt een Deense Afrika Compagnie op, dat hem duur kwam te staan. Hij is beschuldigd van landverraad nadat hij in 1660 twee brieven had verstuurd met details over de plannen van de WIC.
      - Isaac Coymans (1653-1714) was een bewindhebber van de VOC

  - Jacob of Jacques Coymans (-na 1648)